# Altenbuch
Altenbuch – miejscowość i gmina w Niemczech, w kraju związkowym Bawaria, w rejencji Dolna Frankonia, w regionie Bayerischer Untermain, w powiecie Miltenberg, wchodzi w skład wspólnoty administracyjnej Stadtprozelten. Leży w paśmie górskim Spessart, około 17 km na północny wschód od Miltenberga.

## Dzielnice
W skład gminy wchodzą trzy dzielnice:
- Altenbucher Forst
- Oberaltenbuch
- Unteraltenbuch

## Demografia
| Rok  | Liczba mieszk. |
| ---- | -------------- |
| 1970 | 1.090          |
| 1987 | 1.224          |
| 2000 | 1.332          |
| 2006 | 1.335          |

## Oświata
(na 1999)

W gminie znajduje się 50 miejsc przedszkolnych oraz szkoła podstawowa.